# Arctia kettlewelli
Arctia kettlewelli là một loài bướm đêm thuộc phân họ Arctiinae, họ Erebidae.